# Золотая медаль имени С. П. Королёва
Золотая медаль имени С. П. Королёва присуждается Российской академией наук (до 1991 года — Академией наук СССР) с 1967 года за выдающиеся работы в области ракетно-космической техники. Носит имя Сергея Павловича Королёва.

Внешний вид медали
Обратная сторона медали после 1991 года

## История
Медаль была учреждена по предложению Академии наук СССР Постановлением ЦК КПСС и Совета министров СССР от 22 февраля 1966 года № 136 «Об увековечении памяти академика Королёва С. П.». До 1996 года медаль вручалась раз в три года, с 1996 года вручается раз в пять лет.

## Награждённые учёные
| Год  | Лауреат премии                   | за какие работы |
| ---- | -------------------------------- | --- |
| 1967 | Мишин, Василий Павлович          | за выдающиеся работы в области ракетно-космической техники |
| 1970 | Янгель, Михаил Кузьмич           | за выдающиеся работы в области ракетно-космической техники |
| 1973 | Макеев, Виктор Петрович          | за выдающиеся работы в области ракетно-космической техники |
| 1976 | Пилюгин, Николай Алексеевич      | за выдающиеся работы в области ракетно-космической техники |
| 1979 | Кузнецов, Виктор Иванович        | за выдающиеся работы в области ракетно-космической техники |
| 1981 | Белоцерковский, Олег Михайлович  | за выдающиеся работы в области ракетно-космической техники |
| 1986 | Решетнёв, Михаил Фёдорович       | за выдающиеся работы в области ракетно-космической техники |
| 1986 | Табалдыев, Султанбек Раимбекович | за большой вклад в исследование космического пространства |
| 1986 | Русинов, Михаил Михайлович       | за участие в международном проекте «Вега» по телевизионной съемке кометы Галлея |
| 1988 | Уткин, Владимир Фёдорович        | за выдающиеся работы в области ракетно-космической техники |
| 1996 | Козлов, Дмитрий Ильич            | за комплекс работ в области ракетно-космической техники |
| 2001 | Семёнов, Юрий Павлович           | за совокупность работ «Создание орбитального пилотируемого комплекса „Мир“ с 15-летним ресурсом» |
| 2003 | Патон, Борис Евгеньевич          | за совокупность работ «Разработка и внедрение наукоемких космических технологий по созданию трансформируемых крупногабаритных конструкций, отработке уникальных методик и средств проведения ремонтно-восстановительных работ на орбитальных пилотируемых станциях методами сварки, пайки, резки и нанесения покрытий» |
| 2007 | Черток, Борис Евсеевич           | за цикл научных и конструкторских работ и публикаций |
| 2016 | Иванов, Владимир Петрович        | за цикл научных работ по разработке теории и алгоритмов управления внутрибаковыми процессами для перспективных ракет-носителей и разгонных блоков |